# Adam Keefe
Adam Keefe, né le 22 février 1970 à Irvine, en Californie, est un ancien joueur américain de basket-ball. Il évoluait au poste d'ailier fort.